# Vital'O
Vital'O is een voetbalclub uit de Burundese hoofdstad Bujumbura.
De club werd in 1957 opgericht onder de naam Rwanda Sport FC, van 1962-1965 speelde de club onder de naam  ALTECO, vervolgens van 1966-1970 als TP Bata (Tout Puissant Bata). In 1971 volgde een fusie met Rapide tot Espoir om vervolgens in 1972 de huidige naam Vital'O aan te nemen.

## Erelijst
Landskampioen
in 1971*, 1979, 1980, 1981, 1983, 1984, 1986, 1990, 1994, 1996, 1998, 1999, 2000, 2006, 2007, 2009, 2010, 2012, 2015, 2016, 2021
Beker van Burundi
1982, 1985, 1986, 1988, 1989, 1991, 1993, 1994, 1995, 1996, 1997, 1999, 2015, 2018
CAF Beker der Bekerwinnaars
finalist in 1992
Kagame Interclub Cup
2013
 * 1971 als TP Bata